# 164,7 mm/45 Model 1893-96M
164,7 mm/45 Model 1893-96M — 164,7-миллиметровое корабельное артиллерийское орудие, разработанное и производившееся в Франции. Состояло на вооружении ВМС Франции. Им были вооружены броненосцы типа «Републик», броненосные крейсера «Жюль Мишле», «Эрнест Ренан», а также типа «Леон Гамбетта». В годы Первой мировой войны пушки этого типа применялись на сухопутном фронте. Дальнейшим развитием этой артсистемы стало орудие 164,7 mm/50 Model 1902.